# محوطه پشت جوی حسن
محوطه پشت جوی حسن مربوط به دوره اشکانیان است و در شهرستان شوشتر، جاده شوشتر به اهواز، شمال مهدی‌آباد واقع شده و این اثر در تاریخ ۵ آذر ۱۳۸۰ با شمارهٔ ثبت ۴۲۲۱ به‌عنوان یکی از آثار ملی ایران به ثبت رسیده است.